# Житен (област Добрич)
 За другото българско село вижте Житен (София-град).  
Жѝтен е село в Североизточна България, община Генерал Тошево, област Добрич.

## География
Село Житен се намира в Южна Добруджа, на около 27 km северно от областния център град Добрич и 17 km северозападно от общинския център град Генерал-Тошево. Разположено е в Източната Дунавска равнина, в Добруджанското плато. Надморската височина в центъра на селото при кметството е около 190 m. Климатът е умерено континентален; почвите в землището са преобладаващо карбонатни черноземни.
Общинският път, минаващ през село Житен, води: на север до връзка в село Красен с третокласния републикански път III-2903 и по него на югоизток към град Генерал Тошево; на юг през селата Сноп и Градини, покрай селата Узово и Зограф и през село Пчеларово – до връзка при село Царевец с второкласния републикански път II-29 (Варна – Добрич – ГКПП Кардам, граница с Румъния).
Землището на село Житен граничи със землищата на: село Красен на север; село Изворово на изток; село Сноп на югоизток и юг; село Полковник Дяково на запад; село Добрин на северозапад.
Числеността на населението на село Житен по данните от преброяванията от 1934 г. насам се променя както следва:
| \| Година на преброяване \| Численост \| \| --------------------- \| --------- \| \| 1934 \| 1095 \| \| 1946 \| 1124 \| \| 1956 \| 1052 \| \| 1965 \| 910 \| \| 1975 \| 763 \| \| 1985 \| 555 \| \| 1992 \| 440 \| \| 2001 \| 325 \| \| 2011 \| 191 \| \| 2021 \| 124 \| |           |
| Година на преброяване | Численост |
| 1934 | 1095      |
| 1946 | 1124      |
| 1956 | 1052      |
| 1965 | 910       |
| 1975 | 763       |
| 1985 | 555       |
| 1992 | 440       |
| 2001 | 325       |
| 2011 | 191       |
| 2021 | 124       |

Етническият състав на населението по численост и дял на етническите групи според преброяването през 2011 г. е:
| Етнически групи     | Численост | Дял (в %) |
| Общо                | 191       | 100       |
| Българи             | 165       | 86,39     |
| Турци               | 0         | 0         |
| Цигани              | 20        | 10,47     |
| Други               | 0         | 0         |
| Не се самоопределят | 0         | 0         |
| Не отговорили       | 6         | 3,14      |

## История
Сведения за селото има в османотурски документи от 15 век.
След Руско – турската война (1877 – 1878) и Освобождението селото е в България от 1878 г. до 1913 г. и от 1940 г. В Списъка на населените места по преброяването на 1 януари 1881 г. то фигурира като Чамурлий в община Каралий (Красен), околия Добрич, окръг Варна. След края на Междусъюзническата (Втората балканска) война по силата на Букурещкия договор от 1913 г. (чиито условия България отказва да приеме за окончателни) селото остава в румънска територия. Върнато е на България по Крайовската спогодба от 1940 г. Отначало е известно като Чамурлии, по-късно, когато се слива със съседното село Богдайлъ̀, носи двойно име (до 1942 г. е известно като Чамурлий; Богданлий Чамурлии; Богдайлъ̀ Чамурлии). През 1942 г. селото – тогава Богдайлъ̀ Чамурлии, е преименувано на Житен.
Училище в селото има от 1850 – 1860 г., по-късно закрито. През 1909 г. е построена училищна сграда. През 1941 г. в село Богданлий Чамурлии (Житен) се създава Народно основно училище „Отец Паисий“, което през 1978 г. се трансформира в Оздравително училище „Отец Паисий“, действало до 1997 г.
Читалище „Христо Ботев“ в село Богданлий Чамурлии (Житен) е учредено през 1908 г.
Кредитна кооперация „Солидарност“ е създадена в село Чамурлии (Житен) през 1941 г. с предмет на дейност търговия, изкупуване и производство на хранителни и други потребителски стоки с местно значение. Тя преминава през формите „всестранна кооперация“, „селкооп“ и „потребителна кооперация“ и през 1955 г. слива дейността си с тази на Потребителна кооперация „Обединение“ – село Красен.
Трудово кооперативно земеделско стопанство (ТКЗС) „Първи май“ е създадено в село Житен през 1946 г. То съществува като самостоятелна организация през периодите 1946 – 1958 и 1982 – 1995 г. Като самостоятелно кооперативно земеделско стопанство (КЗС) „Добри Орлов“ то е обявено в ликвидация през 1992 г., а през 1995 г. по разпоредби в Закона за собствеността и ползването на земеделските земи (ЗСПЗЗ) дейността на ликвидационния му съвет е прекратена и стопанството е заличено в регистъра на окръжния съд.

## Обществени институции
Село Житен към 2025 г. е център на кметство Житен.
В село Житен към 2025 г. има:
- действащо читалище „Христо Ботев - 1908“ с библиотека и фолклорен състав „Житен клас“;[16][17]
- православна църква „Свети Свети Кирил и Методий“ (1891 г.);[18][2]
- пощенска станция.[19]

## Културни и природни забележителности
Трети ноември ще остане в историята на село Житен като ден за преклонение пред паметта на десетките отвлечени добруджанци през 1916 – 1918 г.
На церемонията по тържественото откриване на мемориала „Неовършеният харман“ присъстват кметът на Добрич Детелина Николова и председателят на Общинския съвет Иван Мандев, зам.-кметът на община Генерал Тошево Георги Георгиев, зам.-кметът на община Добрич Пламен Ганчев, чийто корени са от с. Житен, зам.-кметът на община Добрич Надежда Петкова, главният секретар на община Генерал Тошево Вяра Дянкова, общински съветници, представители на общинска администрация, кметове и кметски наместници, както и много граждани, потомци на отвлечените по време на румънската окупация.
Идеята за изграждането на „Неовършеният харман“ е обявена от инициатора Гено Генов по време на проведената на 2 септември 2006 г. земляческа среща в с. Житен. Тогава той предложи, а присъстващите в залата единодушно приеха да се изгради паметник на отвлечените 66 жители на селото, повечето от които никога не са се върнали в родния си край. Гено Генов подкрепи идеята си с първоначално дарение от 1000 лева. По-късно в изграждането на паметника със средства от бюджета се включиха община Генерал Тошево и 23 дарители от общината.
Първата копка на паметника бе направена на 18 септември 2007 г. от кмета на общината Димитър Михайлов и инициатора Гено Генов. В основата на мемориала бе вградено послание към идните поколения, което ще бъде отворено през 2057 г.
В словото си кметът на с. Житен Илия Добрев обясни, че мемориалът е по проект на арх. Пламен Касабов, а изпълнението бе възложено на строителната фирма „Сити трейд“ от Добрич с управител Михаил Божилов. Строителните дейности са финансирани от общинска администрация – Генерал Тошево.
Мемориалният паметник е символ на прекършения живот и прекъснатата работа на 66 жители на с. Житен на възраст от 12 до 72 години, които са част от хилядите добруджанци с неизвестна съдба, отвлечени и незавърнали се от Молдова, оставили осиротяла челяд, недовършена селскостопанска работа и всичките си земни дела, каза Илия Добрев.
В словото си зам.-кметът на община Генерал Тошево Георги Георгиев припомни изключително интересни исторически факти, които дълго бяха премълчавани, но трябва да се знаят от настоящите и идните поколения. Паметникът в с. Житен е свидетелство за нашата памет, за спомена ни за 40 000 добруджанци, чийто живот, младост и сили бяха отнети и чиято липса бе болезнено почувствана от техните близки, наследници и от цяла днешна Добруджа, подчерта в словото си г-н Георгиев.
С развълнуван глас инициаторът за изграждането на мемориалния паметник и наследник на отвлечени жители на с. Житен Гено Генов благодари на всички, които са спомогнали да се увековечи паметта на пострадалите и загинали добруджанци.
Трикольорната лента за откриването на мемориалния паметник прерязаха инициаторът за изграждането му Гено Генов, зам.-кметът на общината Георги Георгиев и кметът на селото Илия Добрев. Панихида в памет на отвлечените и освещаване на паметника отслужи отец Петър Димитров. С едноминутно мълчание и падане на колене бе почетена паметта на всички, които през 1916 – 1918 г. са отвлечени и не са се завърнали по родните си места.
Венци и цветя на признателност бяха положени от името на общински съвет и общинска администрация в Генерал Тошево, община Добрич, кметството и читалището в с. Житен, Регионалния исторически музей в Добрич, Историческия музей в Генерал Тошево, Дружеството на краеведите, кметствата в селата Красен, Росица и Изворово, Общинския младежки съвет в Генерал Тошево, училището в Красен, читалищата в Кардам и Росица, Общинската структура на ДПС в Генерал Тошево и десетки граждани, потомци на отвлечените българи.